# El Bayadh (distrito)
El Bayadh é um distrito localizado na província de El Bayadh, Argélia, e cuja capital é a cidade de mesmo nome, El Bayadh.[carece de fontes?]